# Sérgio Conceição
Sérgio Paulo Marceneiro da Conceição, noto semplicemente come Sergio Conceição (Coimbra, 15 novembre 1974), è un allenatore di calcio ed ex calciatore portoghese, di ruolo centrocampista.

## Biografia
Nato a Coimbra e cresciuto a Ribeira de Frades, è figlio di un muratore e ha sette fratelli. Il padre morì in un incidente di motocicletta quando Sérgio aveva sedici anni, il giorno dopo il suo ingresso nelle giovanili del Porto. La madre, già sulla sedia a rotelle a causa di problemi di salute, morì il 21 febbraio 1994, quando Sérgio era diciannovenne. Durante l'adolescenza Sérgio perse anche un fratello. Ha descritto quegli anni come "il momento più difficile della mia vita", tale da indurlo a "pensare di lasciare il calcio perché allora mi sentivo perso".
È padre di Sérgio, Rodrigo e Francisco, anche loro calciatori professionisti.
Nel 2002 gli è stato dedicato uno stadio nella sua città natale, lo stadio municipale Sérgio Conceição.

## Carriera

### Giocatore

#### Club

##### Gli inizi in Portogallo
All'età di undici anni entra nel settore giovanile dell'Académica, squadra della sua città. A diciassette anni, nel 1991, entra nel vivaio del Porto.
Nel 1993 esordisce nel Penafiel, in prestito dal Porto, prima di trasferirsi l'anno successivo al Leça, sempre in prestito, e nel 1995 al Felgueiras, dove si guadagna il ritorno al Porto. Dal 1996 al 1998 milita nei dragões, dove diviene titolare sotto la gestione di António Oliveira, vincendo due campionati portoghesi, una Coppa del Portogallo e una Supercoppa portoghese.

##### L'affermazione in Italia: Lazio, Parma e Inter

Da sinistra: Conceição alla, con i compagni di squadra Mihajlović, Marcolin e Lopez, intenti a festeggiare la vittoria della Supercoppa italiana 1998.

Il 17 giugno 1998 approda in Serie A per giocare con la maglia della Lazio, che lo acquista per 15 miliardi di lire. L'esperienza in biancoceleste gli frutta la vittoria di un campionato italiano, una Coppa Italia, una Supercoppa italiana, una Coppa delle Coppe UEFA e una Supercoppa UEFA. Al suo esordio in Italia, nella finale di Supercoppa italiana disputata il 29 agosto 1998, realizza la rete decisiva del 2-1 alla Juventus nell'ultimo minuto di recupero della gara. Segna i suoi primi gol con la Lazio in Serie A il 18 ottobre seguente, realizzando una doppietta nel successo per 5-3 in casa dell'Inter. Nel campionato 1999-2000, in cui il club romano vince il titolo nazionale, segna due gol, entrambi in trasferta, contro il Perugia e il Bologna.
L'11 luglio 2000 viene ceduto al Parma, insieme al centrocampista Matías Almeyda, nell'ambito dell'affare che porta alla Lazio del presidente Sergio Cragnotti l'attaccante argentino Hernán Crespo. In Emilia resta soltanto una stagione, in cui rimane soprattutto in panchina con gli allenatori Alberto Malesani e Arrigo Sacchi e viene schierato titolare nel finale di stagione con Renzo Ulivieri.
Il 4 luglio 2001 passa all'Inter, più un conguaglio di 10 miliardi di lire, nell'ambito del passaggio di Sébastien Frey al Parma. Con il club milanese fatica a trovare spazio, anche a causa di un infortunio. Il 28 luglio 2003 risolve il proprio contratto con la società meneghina.

##### I ritorni alla Lazio e al Porto
Il 7 agosto 2003 ritorna alla Lazio, allenata dal suo ex compagno di squadra Roberto Mancini, per poi lasciare definitivamente la squadra il 13 gennaio 2004. Appena tre giorni dopo, il 16 gennaio, firma con un'altra sua vecchia squadra, ovvero il Porto, con cui vince un altro campionato portoghese.

##### Le ultime esperienze
Il 10 agosto 2004 si trasferisce in Belgio per militare nello Standard Liegi: l'ottima stagione 2004-2005 gli vale il premio di calciatore dell'anno in Belgio ed un rinnovo contrattuale di due anni. L'11 aprile 2006 tuttavia, riceve una squalifica di tre anni dalla Federcalcio locale per l'aggressione ad un arbitro, durante la partita del 24 marzo. In seguito a questo episodio, il 24 giugno 2007 decide di andare a giocare in Kuwait con l'Al-Qadisiya.
Il 2 gennaio 2008 rientra in Europa, in Grecia, tra le file del PAOK. Il 14 novembre 2009 si ritira dal calcio giocato.

#### Nazionale
Esordisce con il Portogallo il 9 novembre 1996, in una gara vinta per 1-0 contro l'Ucraina (valida per le qualificazioni al campionato mondiale del 1998). Partecipa al campionato europeo del 2000, in cui segna una tripletta decisiva alla Germania nella fase a gruppi. Viene convocato anche per il campionato del mondo del 2002, in cui i lusitani vengono subito eliminati.

### Allenatore

#### Gli esordi
Il 2 gennaio 2012 viene chiamato a sostituire Daúto Faquirá sulla panchina dell'Olhanense. Conclude il campionato all'undicesimo posto ottenendo la salvezza. Viene eliminato nella Coppa del Portogallo al quarto turno dal Paços Ferreira, perdendo per 2-1. Il 7 gennaio 2013 dopo la vittoria per 1-0 contro il Rio Ave, e con la squadra all'ottavo posto in campionato, si dimette.
L'8 aprile è chiamato ad allenare la squadra della sua città, ovvero l'Académica.

#### Braga
Il 26 maggio 2014 viene nominato allenatore del Braga per i successivi due anni. Conclude il campionato al quarto posto, qualificandosi all'Europa League e perde la finale della Coppa del Portogallo contro lo Sporting Lisbona ai tiri di rigore. Il 30 giugno 2015 il presidente António Salvador decide di non continuare il rapporto con Conceição e lo sostituisce con Paulo Fonseca.

#### Nantes
L'8 dicembre 2016 diventa allenatore del Nantes, firmando un contratto biennale in sostituzione dell'esonerato René Girard. Assume l'incarico con la squadra al penultimo posto in campionato. Il 2 maggio 2017, dopo aver conquistato 35 punti in 18 partite e con la squadra all'ottavo posto, a campionato in corso il club francese gli rinnova il contratto per tre anni. Tuttavia a fine stagione lascia il club francese.

#### Porto

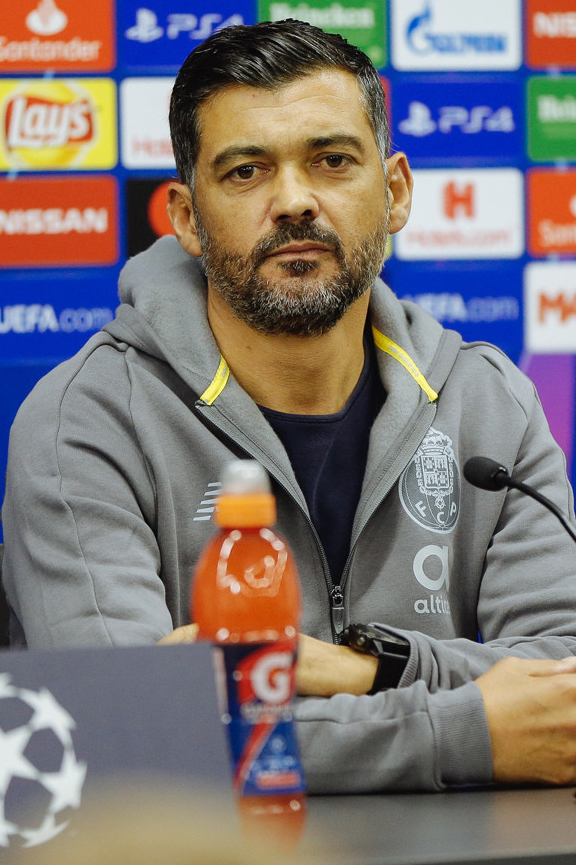
Conceição durante l'esperienza al nel 2018.

Il 6 giugno 2017 diviene l'allenatore del Porto, a cui si lega per due stagioni. Al primo anno vince subito il campionato, davanti al Benfica. Al secondo anno si aggiudica la Supercoppa portoghese, mentre in Primeira Liga si piazza secondo dietro al Benfica per soli due punti e perde entrambe le finali di coppa (Coppa del Portogallo e Coppa di Lega portoghese) contro lo Sporting Lisbona. In UEFA Champions League il Porto viene eliminato per due volte dal Liverpool, nel 2017-2018 agli ottavi di finale e nel 2018-2019 ai quarti di finale. Nel 2019-2020 la squadra esce al terzo turno della Champions League contro il Krasnodar, retrocedendo in Europa League, dove esce ai sedicesimi di finale, mentre in ambito nazionale vince il campionato e la Coppa del Portogallo, ma perde la finale di Coppa di Lega.
Nel 2020-2021 vince la Supercoppa di Portogallo e a settembre, battendo per 3-1 il Braga, diventa l'allenatore con più partite vinte nella storia dei Dragões, superando il precedente primato di Jesualdo Ferreira (67). In Champions League, dopo avere eliminato la Juventus agli ottavi, si ferma ai quarti di finale contro il Chelsea, in campionato si piazza secondo dietro allo Sporting Lisbona e si ferma in semifinale in entrambe le coppe nazionali. Il 5 giugno 2021 rinnova il proprio contratto con il club fino al 2024. Nel 2021-2022 vince per la terza volta il campionato portoghese, mentre in Champions League si piazza terzo nei gironi, retrocedendo in Europa League, da cui viene eliminato agli ottavi. Nelle due stagioni seguenti vince altre due coppe nazionali, un'altra Supercoppa portoghese e una Coppa di Lega.
Nell'aprile del 2024 rinnova il proprio contratto con il Porto fino al 30 giugno 2028. Tuttavia, il 4 giugno seguente, il tecnico risolve il proprio accordo con il club, in disaccordo con la decisione del nuovo presidente della società, André Villas-Boas, di offrire all'assistente Vítor Bruno l'incarico di allenatore.

#### Milan
Il 30 dicembre 2024 ritorna in Italia, per la prima volta da allenatore, sostituendo sulla panchina del Milan il connazionale Paulo Fonseca, esonerato con la squadra all'ottavo posto in classifica; con i rossoneri sottoscrive un accordo di un anno e mezzo.
Il 3 gennaio 2025, al debutto, batte la Juventus per 1-2 nella semifinale della Supercoppa italiana; tre giorni dopo vince il trofeo, sconfiggendo in rimonta l'Inter per 2-3 e diventando così il secondo allenatore straniero a vincere un trofeo con i rossoneri. L'11 gennaio, alla prima gara in campionato, pareggia in casa con il Cagliari (1-1). Nonostante un rendimento negativo in campionato, il Milan riesce a raggiungere la finale di Coppa Italia dopo aver eliminato in semifinale l'Inter, ma perde l'atto conclusivo del torneo contro il Bologna (0-1). Conceição chiude il campionato all'ottavo posto, mancando la qualificazione alle coppe europee, e il 29 maggio 2025 viene sollevato dall'incarico.

## Statistiche

### Presenze e reti nei club
| Stagione              | Squadra               | Campionato            | Campionato | Campionato | Coppe nazionali | Coppe nazionali | Coppe nazionali | Coppe continentali | Coppe continentali | Coppe continentali | Altre coppe | Altre coppe | Altre coppe | Totale | Totale |
| Stagione              | Squadra               | Comp                  | Pres       | Reti       | Comp            | Pres            | Reti            | Comp               | Pres               | Reti               | Comp        | Pres        | Reti        | Pres   | Reti   |
| --------------------- | --------------------- | --------------------- | ---------- | ---------- | --------------- | --------------- | --------------- | ------------------ | ------------------ | ------------------ | ----------- | ----------- | ----------- | ------ | ------ |
| 1993-1994             | Penafiel              | SL                    | 30         | 2          | CP              | 1               | 0               |                    | -                  | -                  |             | -           | -           | 31     | 2      |
| 1994-1995             | Leça                  | SL                    | 24         | 3          | CP              | 2               | 0               |                    | -                  | -                  |             | -           | -           | 26     | 4      |
| 1995-1996             | Felgueiras            | SL                    | 30         | 4          | CP              | 2               | 0               |                    | -                  | -                  |             | -           | -           | 32     | 4      |
| 1996-1997             | Porto                 | PD                    | 26         | 1          | CP              | 3               | 1               | UCL                | 7                  | 0                  | SP          | 2           | 0           | 38     | 2      |
| 1997-1998             | Porto                 | PD                    | 30         | 8          | CP              | 3               | 0               | UCL                | 4                  | 0                  | SP          | 2           | 0           | 39     | 8      |
| 1998-1999             | Lazio                 | A                     | 33         | 5          | CI              | 5               | 0               | CdC                | 5                  | 1                  | SI          | 1           | 1           | 44     | 7      |
| 1999-2000             | Lazio                 | A                     | 30         | 2          | CI              | 4               | 0               | UCL                | 9                  | 2                  | SU          | 0           | 0           | 43     | 4      |
| 2000-2001             | Parma                 | A                     | 25         | 5          | CI              | 5               | 0               | CU                 | 6                  | 2                  | -           | -           | -           | 36     | 7      |
| 2001-2002             | Inter                 | A                     | 23         | 1          | CI              | 1               | 0               | CU                 | 8                  | 0                  | -           | -           | -           | 32     | 1      |
| 2002-2003             | Inter                 | A                     | 19         | 0          | CI              | 1               | 1               | UCL                | 13                 | 0                  | -           | -           | -           | 33     | 1      |
| Totale Inter          | Totale Inter          | Totale Inter          | 42         | 1          |                 | 2               | 1               |                    | 21                 | 0                  |             |             |             | 65     | 2      |
| 2003-gen. 2004        | Lazio                 | A                     | 7          | 0          | CI              | 2               | 0               | UCL                | 7                  | 0                  | -           | -           | -           | 16     | 0      |
| Totale Lazio          | Totale Lazio          | Totale Lazio          | 70         | 7          |                 | 11              | 0               |                    | 21                 | 3                  |             | 1           | 1           | 103    | 11     |
| gen.-giu. 2004        | Porto                 | PL                    | 11         | 0          | CP              | 1               | 1               | UCL                | -                  | -                  | SP+SU       | -           | -           | 12     | 1      |
| Totale Porto          | Totale Porto          | Totale Porto          | 67         | 9          |                 | 7               | 2               |                    | 11                 | 0                  |             | 4           | 0           | 88     | 11     |
| 2004-2005             | Standard Liegi        | D1                    | 27         | 10         | CB              | 2               | 1               | CU                 | 5                  | 0                  | -           | -           | -           | 34     | 11     |
| 2005-2006             | Standard Liegi        | D1                    | 25         | 7          | CB              | 4               | 0               | -                  | -                  | -                  | -           | -           | -           | 29     | 7      |
| 2006-2007             | Standard Liegi        | D1                    | 22         | 4          | CB              | 3               | 0               | UCL+CU             | 0+2                | 0+0                | -           | -           | -           | 27     | 4      |
| Totale Standard Liegi | Totale Standard Liegi | Totale Standard Liegi | 74         | 21         |                 | 9               | 1               |                    | 7                  | 0                  |             | -           | -           | 91     | 22     |
| 2007-gen. 2008        | Al-Qadisiya           | PL                    | 7          | 5          | -               | -               | -               | -                  | -                  | -                  | -           | -           | -           | 7      | 5      |
| gen.-giu. 2008        | PAOK                  | SL                    | 7          | 0          | CG              | -               | -               | -                  | -                  | -                  | -           | -           | -           | 7      | 0      |
| 2008-2009             | PAOK                  | SL                    | 24+4       | 4+1        | CG              | 3               | 1               | -                  | -                  | -                  | -           | -           | -           | 31     | 6      |
| 2009-gen. 2010        | PAOK                  | SL                    | 6          | 0          | CG              | 0               | 0               | UEL                | 3                  | 0                  | -           | -           | -           | 9      | 0      |
| Totale PAOK Salonicco | Totale PAOK Salonicco | Totale PAOK Salonicco | 37+4       | 4+1        |                 | 3               | 1               |                    | 3                  | 0                  |             | -           | -           | 47     | 6      |
| Totale carriera       | Totale carriera       | Totale carriera       | 410        | 62         |                 | 37              | 5               |                    | 69                 | 5                  |             | 5           | 1           | 521    | 73     |

### Cronologia presenze e reti in nazionale
| Cronologia completa delle presenze e delle reti in nazionale ― Portogallo | Cronologia completa delle presenze e delle reti in nazionale ― Portogallo | Cronologia completa delle presenze e delle reti in nazionale ― Portogallo | Cronologia completa delle presenze e delle reti in nazionale ― Portogallo | Cronologia completa delle presenze e delle reti in nazionale ― Portogallo | Cronologia completa delle presenze e delle reti in nazionale ― Portogallo | Cronologia completa delle presenze e delle reti in nazionale ― Portogallo | Cronologia completa delle presenze e delle reti in nazionale ― Portogallo |
| Data                                                                      | Città                                                                     | In casa                                                                   | Risultato                                                                 | Ospiti                                                                    | Competizione                                                              | Reti                                                                      | Note                                                                      |
| ------------------------------------------------------------------------- | ------------------------------------------------------------------------- | ------------------------------------------------------------------------- | ------------------------------------------------------------------------- | ------------------------------------------------------------------------- | ------------------------------------------------------------------------- | ------------------------------------------------------------------------- | ------------------------------------------------------------------------- |
| 9-11-1996                                                                 | Porto                                                                     | Portogallo                                                                | 1 – 0                                                                     | Ucraina                                                                   | Qual. Mondiali 1998                                                       | -                                                                         | 65’                                                                       |
| 22-1-1997                                                                 | Braga                                                                     | Portogallo                                                                | 0 – 2                                                                     | Francia                                                                   | Amichevole                                                                | -                                                                         |                                                                           |
| 19-2-1997                                                                 | Nea Filadelfia                                                            | Grecia                                                                    | 0 – 0                                                                     | Portogallo                                                                | Amichevole                                                                | -                                                                         | Ammonizione                                                               |
| 29-3-1997                                                                 | Belfast                                                                   | Irlanda del Nord                                                          | 0 – 0                                                                     | Portogallo                                                                | Qual. Mondiali 1998                                                       | -                                                                         |                                                                           |
| 7-6-1997                                                                  | Porto                                                                     | Portogallo                                                                | 2 – 0                                                                     | Albania                                                                   | Qual. Mondiali 1998                                                       | -                                                                         |                                                                           |
| 20-8-1997                                                                 | Setúbal                                                                   | Portogallo                                                                | 3 – 1                                                                     | Armenia                                                                   | Qual. Mondiali 1998                                                       | -                                                                         |                                                                           |
| 6-9-1997                                                                  | Berlino                                                                   | Germania                                                                  | 1 – 1                                                                     | Portogallo                                                                | Qual. Mondiali 1998                                                       | -                                                                         | 76’                                                                       |
| 11-10-1997                                                                | Lisbona                                                                   | Portogallo                                                                | 1 – 0                                                                     | Irlanda del Nord                                                          | Qual. Mondiali 1998                                                       | 1                                                                         | 79’                                                                       |
| 10-10-1998                                                                | Porto                                                                     | Portogallo                                                                | 0 – 1                                                                     | Romania                                                                   | Qual. Euro 2000                                                           | -                                                                         | 67’                                                                       |
| 14-10-1998                                                                | Bratislava                                                                | Slovacchia                                                                | 0 – 3                                                                     | Portogallo                                                                | Qual. Euro 2000                                                           | -                                                                         | 46’                                                                       |
| 18-11-1998                                                                | Setúbal                                                                   | Portogallo                                                                | 2 – 0                                                                     | Israele                                                                   | Amichevole                                                                | -                                                                         | 66’                                                                       |
| 10-2-1999                                                                 | Parigi                                                                    | Paesi Bassi                                                               | 0 – 0                                                                     | Portogallo                                                                | Amichevole                                                                | -                                                                         | 66’                                                                       |
| 26-3-1999                                                                 | Guimarães                                                                 | Portogallo                                                                | 7 – 0                                                                     | Azerbaigian                                                               | Qual. Euro 2000                                                           | 1                                                                         |                                                                           |
| 31-3-1999                                                                 | Vaduz                                                                     | Liechtenstein                                                             | 0 – 5                                                                     | Portogallo                                                                | Qual. Euro 2000                                                           | -                                                                         | 88’                                                                       |
| 5-6-1999                                                                  | Lisbona                                                                   | Portogallo                                                                | 1 – 0                                                                     | Slovacchia                                                                | Qual. Euro 2000                                                           | -                                                                         | 32’                                                                       |
| 9-6-1999                                                                  | Coimbra                                                                   | Portogallo                                                                | 8 – 0                                                                     | Liechtenstein                                                             | Qual. Euro 2000                                                           | -                                                                         |                                                                           |
| 18-8-1999                                                                 | Lisbona                                                                   | Portogallo                                                                | 4 – 0                                                                     | Andorra                                                                   | Amichevole                                                                | -                                                                         | 46’                                                                       |
| 4-9-1999                                                                  | Baku                                                                      | Azerbaigian                                                               | 1 – 1                                                                     | Portogallo                                                                | Qual. Euro 2000                                                           | -                                                                         | 46’                                                                       |
| 8-9-1999                                                                  | Bucarest                                                                  | Romania                                                                   | 1 – 1                                                                     | Portogallo                                                                | Qual. Euro 2000                                                           | -                                                                         | 69’                                                                       |
| 9-10-1999                                                                 | Lisbona                                                                   | Portogallo                                                                | 3 – 0                                                                     | Ungheria                                                                  | Qual. Euro 2000                                                           | -                                                                         |                                                                           |
| 23-2-2000                                                                 | Charleroi                                                                 | Belgio                                                                    | 1 – 1                                                                     | Portogallo                                                                | Amichevole                                                                | -                                                                         | 56’                                                                       |
| 29-3-2000                                                                 | Leiria                                                                    | Portogallo                                                                | 2 – 1                                                                     | Danimarca                                                                 | Amichevole                                                                | -                                                                         | 89’                                                                       |
| 26-4-2000                                                                 | Reggio Calabria                                                           | Italia                                                                    | 2 – 0                                                                     | Portogallo                                                                | Amichevole                                                                | -                                                                         |                                                                           |
| 2-6-2000                                                                  | Chaves                                                                    | Portogallo                                                                | 3 – 0                                                                     | Galles                                                                    | Amichevole                                                                | -                                                                         | 46’                                                                       |
| 12-6-2000                                                                 | Eindhoven                                                                 | Portogallo                                                                | 3 – 2                                                                     | Inghilterra                                                               | Euro 2000 - 1º turno                                                      | -                                                                         | 76’                                                                       |
| 17-6-2000                                                                 | Arnhem                                                                    | Romania                                                                   | 0 – 1                                                                     | Portogallo                                                                | Euro 2000 - 1º turno                                                      | -                                                                         | 56’                                                                       |
| 20-6-2000                                                                 | Rotterdam                                                                 | Germania                                                                  | 0 – 3                                                                     | Portogallo                                                                | Euro 2000 - 1º turno                                                      | 3                                                                         |                                                                           |
| 24-6-2000                                                                 | Amsterdam                                                                 | Turchia                                                                   | 0 – 2                                                                     | Portogallo                                                                | Euro 2000 - Quarti di finale                                              | -                                                                         |                                                                           |
| 28-6-2000                                                                 | Bruxelles                                                                 | Francia                                                                   | 2 – 1 gg                                                                  | Portogallo                                                                | Euro 2000 - Semifinale                                                    | -                                                                         |                                                                           |
| 7-10-2000                                                                 | Lisbona                                                                   | Portogallo                                                                | 1 – 1                                                                     | Irlanda                                                                   | Qual. Mondiali 2002                                                       | 1                                                                         |                                                                           |
| 11-10-2000                                                                | Rotterdam                                                                 | Paesi Bassi                                                               | 0 – 2                                                                     | Portogallo                                                                | Qual. Mondiali 2002                                                       | 1                                                                         |                                                                           |
| 15-11-2000                                                                | Braga                                                                     | Portogallo                                                                | 2 – 1                                                                     | Israele                                                                   | Amichevole                                                                | -                                                                         | 70’                                                                       |
| 28-2-2001                                                                 | Funchal                                                                   | Portogallo                                                                | 3 – 0                                                                     | Andorra                                                                   | Qual. Mondiali 2002                                                       | -                                                                         |                                                                           |
| 28-3-2001                                                                 | Porto                                                                     | Portogallo                                                                | 2 – 2                                                                     | Paesi Bassi                                                               | Qual. Mondiali 2002                                                       | -                                                                         | 58’                                                                       |
| 25-4-2001                                                                 | Saint-Denis                                                               | Francia                                                                   | 4 – 0                                                                     | Portogallo                                                                | Amichevole                                                                | -                                                                         |                                                                           |
| 15-8-2001                                                                 | Faro                                                                      | Portogallo                                                                | 3 – 0                                                                     | Moldavia                                                                  | Amichevole                                                                | -                                                                         | 46’                                                                       |
| 1-9-2001                                                                  | Lleida                                                                    | Andorra                                                                   | 1 – 7                                                                     | Portogallo                                                                | Qual. Mondiali 2002                                                       | 1                                                                         |                                                                           |
| 5-9-2001                                                                  | Larnaca                                                                   | Cipro                                                                     | 1 – 3                                                                     | Portogallo                                                                | Qual. Mondiali 2002                                                       | 1                                                                         |                                                                           |
| 13-2-2002                                                                 | Barcellona                                                                | Spagna                                                                    | 1 – 1                                                                     | Portogallo                                                                | Amichevole                                                                | -                                                                         | 46’                                                                       |
| 27-3-2002                                                                 | Porto                                                                     | Portogallo                                                                | 1 – 4                                                                     | Finlandia                                                                 | Amichevole                                                                | 1                                                                         | Ammonizione                                                               |
| 17-4-2002                                                                 | Lisbona                                                                   | Portogallo                                                                | 1 – 1                                                                     | Brasile                                                                   | Amichevole                                                                | 1                                                                         | Ammonizione                                                               |
| 25-5-2002                                                                 | Macao                                                                     | Cina                                                                      | 0 – 2                                                                     | Portogallo                                                                | Amichevole                                                                | -                                                                         | 46’                                                                       |
| 5-6-2002                                                                  | Suwon                                                                     | Stati Uniti                                                               | 3 – 2                                                                     | Portogallo                                                                | Mondiali 2002 - 1º turno                                                  | -                                                                         |                                                                           |
| 10-6-2002                                                                 | Jeonju                                                                    | Portogallo                                                                | 4 – 0                                                                     | Polonia                                                                   | Mondiali 2002 - 1º turno                                                  | -                                                                         | 69’                                                                       |
| 14-6-2002                                                                 | Incheon                                                                   | Portogallo                                                                | 0 – 1                                                                     | Corea del Sud                                                             | Mondiali 2002 - 1º turno                                                  | -                                                                         |                                                                           |
| 7-9-2002                                                                  | Birmingham                                                                | Inghilterra                                                               | 1 – 1                                                                     | Portogallo                                                                | Amichevole                                                                | -                                                                         | 46’                                                                       |
| 12-10-2002                                                                | Lisbona                                                                   | Portogallo                                                                | 1 – 1                                                                     | Tunisia                                                                   | Amichevole                                                                | -                                                                         | 69’                                                                       |
| 16-10-2002                                                                | Göteborg                                                                  | Svezia                                                                    | 2 – 3                                                                     | Portogallo                                                                | Amichevole                                                                | 1                                                                         |                                                                           |
| 20-11-2002                                                                | Braga                                                                     | Portogallo                                                                | 2 – 0                                                                     | Scozia                                                                    | Amichevole                                                                | -                                                                         |                                                                           |
| 12-2-2003                                                                 | Genova                                                                    | Italia                                                                    | 1 – 0                                                                     | Portogallo                                                                | Amichevole                                                                | -                                                                         | 46’                                                                       |
| 29-3-2003                                                                 | Porto                                                                     | Portogallo                                                                | 2 – 1                                                                     | Brasile                                                                   | Amichevole                                                                | -                                                                         | 62’                                                                       |
| 2-4-2003                                                                  | Losanna                                                                   | Macedonia                                                                 | 0 – 1                                                                     | Portogallo                                                                | Amichevole                                                                | -                                                                         | 74’                                                                       |
| 30-4-2003                                                                 | Rotterdam                                                                 | Paesi Bassi                                                               | 1 – 1                                                                     | Portogallo                                                                | Amichevole                                                                | -                                                                         | 46’                                                                       |
| 6-6-2003                                                                  | Braga                                                                     | Portogallo                                                                | 0 – 0                                                                     | Paraguay                                                                  | Amichevole                                                                | -                                                                         |                                                                           |
| 10-6-2003                                                                 | Oeiras                                                                    | Portogallo                                                                | 4 – 0                                                                     | Bolivia                                                                   | Amichevole                                                                | -                                                                         | 83’                                                                       |
| 6-9-2003                                                                  | Guimarães                                                                 | Portogallo                                                                | 0 – 3                                                                     | Spagna                                                                    | Amichevole                                                                | -                                                                         | 38’ 46’                                                                   |
| Totale                                                                    |                                                                           | Presenze                                                                  | 56                                                                        |                                                                           | Reti                                                                      | 12                                                                        |                                                                           |

### Statistiche da allenatore
Statistiche aggiornate al 24 maggio 2025. In grassetto le competizioni vinte.
| Stagione         | Squadra           | Campionato       | Campionato | Campionato | Campionato | Campionato | Coppe nazionali | Coppe nazionali | Coppe nazionali | Coppe nazionali | Coppe nazionali | Coppe continentali | Coppe continentali | Coppe continentali | Coppe continentali | Coppe continentali | Altre coppe | Altre coppe | Altre coppe | Altre coppe | Altre coppe | Totale | Totale | Totale | Totale | % Vittorie | Piazzamento |
| Stagione         | Squadra           | Comp             | G          | V          | N          | P          | Comp            | G               | V               | N               | P               | Comp               | G                  | V                  | N                  | P                  | Comp        | G           | V           | N           | P           | G      | V      | N      | P      | %          | Piazzamento |
| ---------------- | ----------------- | ---------------- | ---------- | ---------- | ---------- | ---------- | --------------- | --------------- | --------------- | --------------- | --------------- | ------------------ | ------------------ | ------------------ | ------------------ | ------------------ | ----------- | ----------- | ----------- | ----------- | ----------- | ------ | ------ | ------ | ------ | ---------- | ----------- |
| gen.-giu. 2012   | Olhanense         | PL               | 17         | 6          | 7          | 4          | CP+CdL          | -               | -               | -               | -               | -                  | -                  | -                  | -                  | -                  | -           | -           | -           | -           | -           | 17     | 6      | 7      | 4      | 35,29      | Sub. 8º     |
| 2012-gen. 2013   | Olhanense         | PL               | 13         | 3          | 5          | 5          | CP+CdL          | 2+2             | 1+0             | 0+1             | 1+1             | -                  | -                  | -                  | -                  | -                  | -           | -           | -           | -           | -           | 17     | 4      | 6      | 7      | 23,53      | Dimis.      |
| Totale Olhanense | Totale Olhanense  | Totale Olhanense | 30         | 9          | 12         | 9          |                 | 4               | 1               | 1               | 2               |                    | -                  | -                  | -                  | -                  |             | -           | -           | -           | -           | 34     | 10     | 13     | 11     | 29,41      |             |
| apr.-giu. 2013   | Académica         | PL               | 5          | 2          | 1          | 2          | CP+CdL          | -               | -               | -               | -               | UEL                | -                  | -                  | -                  | -                  | -           | -           | -           | -           | -           | 5      | 2      | 1      | 2      | 40,00      | Sub. 11º    |
| 2013-2014        | Académica         | PL               | 30         | 9          | 10         | 11         | CP+CdL          | 4+2             | 1+0             | 2+1             | 1+1             | -                  | -                  | -                  | -                  | -                  | -           | -           | -           | -           | -           | 36     | 10     | 13     | 13     | 27,78      | 9º          |
| Totale Académica | Totale Académica  | Totale Académica | 35         | 11         | 11         | 13         |                 | 6               | 1               | 3               | 2               |                    | -                  | -                  | -                  | -                  |             | -           | -           | -           | -           | 41     | 12     | 14     | 15     | 29,27      |             |
| 2014-2015        | Braga             | PL               | 34         | 17         | 7          | 10         | CP+CdL          | 7+4             | 5+2             | 2+1             | 0+1             | -                  | -                  | -                  | -                  | -                  | -           | -           | -           | -           | -           | 45     | 24     | 10     | 11     | 53,33      | 4º          |
| set. 2015-2016   | Vitória Guimarães | PL               | 29         | 8          | 10         | 11         | CP+CdL          | 1+1             | 0+0             | 0+0             | 1+1             | UEL                | -                  | -                  | -                  | -                  | -           | -           | -           | -           | -           | 31     | 8      | 10     | 13     | 25,81      | Sub. 10º    |
| dic. 2016-2017   | Nantes            | L1               | 22         | 11         | 5          | 6          | CF+CdL          | 2+2             | 1+1             | 0+0             | 1+1             | -                  | -                  | -                  | -                  | -                  | -           | -           | -           | -           | -           | 26     | 13     | 5      | 8      | 50,00      | Sub. 7º     |
| 2017-2018        | Porto             | PL               | 34         | 28         | 4          | 2          | CP+CdL          | 6+4             | 5+2             | 0+2             | 1+0             | UCL                | 8                  | 3                  | 2                  | 3                  | -           | -           | -           | -           | -           | 52     | 38     | 8      | 6      | 73,08      | 1º          |
| 2018-2019        | Porto             | PL               | 34         | 27         | 4          | 3          | CP+CdL          | 7+5             | 5+3             | 2+2             | 0+0             | UCL                | 10                 | 6                  | 1                  | 3                  | SP          | 1           | 1           | 0           | 0           | 57     | 42     | 9      | 6      | 73,68      | 2º          |
| 2019-2020        | Porto             | PL               | 34         | 26         | 4          | 4          | CP+CdL          | 7+5             | 6+4             | 1+0             | 0+1             | UCL+UEL            | 2+8                | 1+3                | 0+1                | 1+4                | -           | -           | -           | -           | -           | 56     | 40     | 6      | 10     | 71,43      | 1º          |
| 2020-2021        | Porto             | PL               | 34         | 24         | 8          | 2          | CP+CdL          | 6+2             | 4+1             | 1+0             | 1+1             | UCL                | 10                 | 6                  | 1                  | 3                  | SP          | 1           | 1           | 0           | 0           | 53     | 36     | 10     | 7      | 67,92      | 2º          |
| 2021-2022        | Porto             | PL               | 34         | 29         | 4          | 1          | CP+CdL          | 7+2             | 7+1             | 0+0             | 0+1             | UCL+UEL            | 6+4                | 1+1                | 2+2                | 3+1                | -           | -           | -           | -           | -           | 53     | 39     | 8      | 6      | 73,58      | 1º          |
| 2022-2023        | Porto             | PL               | 34         | 27         | 4          | 3          | CP+CdL          | 7+6             | 7+5             | 0+1             | 0+0             | UCL                | 8                  | 4                  | 1                  | 3                  | SP          | 1           | 1           | 0           | 0           | 56     | 44     | 6      | 6      | 78,57      | 2º          |
| 2023-2024        | Porto             | PL               | 34         | 22         | 6          | 6          | CP+CdL          | 7+2             | 7+1             | 0+0             | 0+1             | UCL                | 8                  | 5                  | 0                  | 3                  | SP          | 1           | 0           | 0           | 1           | 52     | 35     | 6      | 11     | 67,31      | 3º          |
| Totale Porto     | Totale Porto      | Totale Porto     | 238        | 183        | 34         | 21         |                 | 73              | 58              | 9               | 6               |                    | 64                 | 30                 | 10                 | 24                 |             | 4           | 3           | 0           | 1           | 379    | 274    | 53     | 52     | 72,30      |             |
| dic. 2024-2025   | Milan             | A                | 21         | 11         | 3          | 7          | CI              | 4               | 2               | 1               | 1               | UCL                | 4                  | 1                  | 1                  | 2                  | SI          | 2           | 2           | 0           | 0           | 31     | 16     | 5      | 10     | 51,61      | Sub., 8º    |
| Totale carriera  | Totale carriera   | Totale carriera  | 409        | 250        | 82         | 77         |                 | 104             | 71              | 17              | 16              |                    | 68                 | 31                 | 11                 | 26                 |             | 6           | 5           | 0           | 1           | 587    | 357    | 110    | 120    | 60,82      |             |

## Palmarès

### Giocatore

#### Club

##### Competizioni nazionali
- Campionato portoghese: 3

Porto: 1996-1997, 1997-1998, 2003-2004
- Coppa del Portogallo: 1

Porto: 1997-1998
- Supercoppa di Portogallo: 1

Porto: 1996
- Campionato italiano: 1

Lazio: 1999-2000
- Supercoppa italiana: 1

Lazio: 1998
- Coppa Italia: 1

Lazio: 1999-2000

##### Competizioni internazionali
- Coppa delle Coppe: 1

Lazio: 1998-1999
- Supercoppa UEFA: 1

Lazio: 1999

#### Individuale
- Calciatore dell'anno del campionato belga: 1

2005

### Allenatore

#### Club

##### Competizioni nazionali
- Campionato portoghese: 3

Porto: 2017-2018, 2019-2020, 2021-2022
- Supercoppa di Portogallo: 3  (record condiviso con Artur Jorge)

Porto: 2018, 2020, 2022
- Coppa del Portogallo: 4  (record condiviso con Otto Glória e José Maria Pedroto)

Porto: 2019-2020, 2021-2022, 2022-2023, 2023-2024
- Coppa di Lega portoghese: 1

Porto: 2022-2023
- Supercoppa italiana: 1

Milan: 2024